# Fullmetal Alchemist
Fullmetal Alchemist (鋼の錬金術師, Hagane no Renkinjutsushi, lit. "Alquimista de Aço") é um mangá shōnen escrito e ilustrado por Hiromu Arakawa. Foi serializado na revista mensal japonesa Monthly Shōnen Gangan entre agosto de 2001 e junho de 2010, com os seus 108 capítulos individuais compilados em 27 volumes em formato tankōbon e publicados pela editora Square Enix. O mundo de Fullmetal Alchemist é baseado no período após a Revolução Industrial Europeia. Situado em um universo ficcional em que a alquimia é uma das mais avançadas técnicas científicas conhecidas pelo homem, a história centra-se nos irmãos Edward Elric e Alphonse Elric, que estão procurando a pedra filosofal para restaurar seus corpos após uma desastrosa tentativa de trazer a mãe falecida de volta à vida através da alquimia.
O mangá é licenciado e publicado no Brasil pela editora JBC que o publicou em uma edição meio-tanko e terminou a edição tankōbon. Foi também adaptado em duas séries de televisão de anime e dois filmes de animação produzidos pelo estúdio Bones e uma light novel. No Brasil, o primeiro anime foi transmitido no Animax e na RedeTV! e o segundo no Sony Spin, e em Portugal, foi transmitido na SIC Radical na versão original japonesa com legendas. Episódios OVAs, jogos eletrônicos, livros suplementares, cartas colecionáveis e uma variedade de action figures e outras mídias que foram baseados em personagens da série também foram lançados. Um filme em live-action baseado na série foi produzido e estreou em 2017 nos cinemas japoneses e desde fevereiro de 2018 está no catálogo da Netflix.
O mangá de Fullmetal Alchemist vendeu aproximadamente 64 milhões de cópias no mundo. Em duas pesquisas realizadas no website oficial da TV Asahi, o anime foi votado como o anime mais popular de todos os tempos no Japão. Críticos de vários conglomerados de mídia fizeram comentários positivos sobre a série, particularmente para o seu desenvolvimento de personagens.

## História
Edward e Alphonse Elric são dois irmãos alquimistas procurando o catalisador lendário chamado pedra filosofal, um objeto poderoso que lhes permite restaurar seus corpos (que foram perdidos numa tentativa de trazer sua mãe de volta à vida pelo uso da alquimia). Nascidos na aldeia de Resembool no país chamado Amestris (アメストリス, Amesutorisu), os dois irmãos viviam na aldeia com sua mãe Trisha Elric. O pai deles, Van Hohenheim, saiu de casa por razões desconhecidas, e anos mais tarde, sua mãe Trisha Elric morreu de uma doença incurável, deixando, portanto, os dois irmãos sozinhos. Após a morte de sua mãe, Edward decide ressuscitá-la através da alquimia, uma ciência avançada em que os objetos podem ser criados a partir de matérias-primas. Eles pesquisaram sobre Transmutação Humana, uma técnica proibida em que se tenta criar ou modificar um ser humano. Essa tentativa, todavia, fracassou e consequentemente Edward perdeu sua perna esquerda e Alphonse seu corpo inteiro. Numa tentativa desesperada de salvar seu irmão, Edward sacrifica seu braço direito para unir a alma de Alphonse a uma armadura. Alguns dias depois, um alquimista chamado Roy Mustang visita os irmãos Elric e propõe que Edward se torne um membro do Estado Militar de Amestris em troca de mais materiais de pesquisa para que eles possam encontrar uma maneira de recuperar seus corpos. Após isso, a perna esquerda e o braço direito de Edward são substituídos por um tipo avançado de prótese chamada de automail, construídas por sua amiga Winry Rockbell e sua avó Pinako.
Edward, então se torna um Alquimista Federal (国家錬金術師, Kokka Renkinjutsushi), um alquimista contratado pelo Estado Militar de Amestris, que aniquilou a maior parte da raça Ishibaliana na década passada. Ao se tornar um Alquimista Federal, ele passa a ter acesso aos vastos recursos disponíveis àqueles que exercem o cargo. Os irmãos partem em uma busca pela Pedra Filosofal como um meio de restaurar seus corpos. Ao longo de sua jornada, eles encontram aliados e inimigos, incluindo aqueles que estão dispostos a fazer qualquer coisa para obter a Pedra Filosofal: Scar, um dos poucos sobreviventes de Ishbal, que busca vingança contra os Alquimistas Federais pela destruição de sua raça; e os homúnculos, um grupo de criaturas parecidas com humanos que carregam pedaços da Pedra Filosofal dentro deles e que por isso tem a capacidade de sobreviver a quase qualquer dano.
À medida que a história progride, Edward e Alphonse descobrem que foram os homúnculos, que criaram e, secretamente, controlaram o Estado Militar de Amestris. Os homúnculos e grande parte dos oficiais de alta patente militar são comandados por de trás das cortinas pelo criador dos homúnculos, um homem conhecido simplesmente como "Pai", que ganhou a imortalidade através da Pedra Filosofal, que ele criou, enganando Hohenheim séculos antes do início da série. Ele planeja usar Amestris como um círculo de transmutação gigante, a fim de transmutar todo o país por razões desconhecidas pelos Elric. Quando Edward e Alphonse descobrem os planos de Pai, eles, juntamente com outros membros do Estado Militar, partem para derrotá-lo.

### Diferenças entre o anime e o mangá
O primeiro anime segue fielmente a mesma história do mangá até o episódio 25, embora desde o início da série algumas diferenças são notáveis. Quando os irmãos Elric e sua amiga Winry Rockbell, viajam até Rush Valley, onde uma alquimista chamada Dante aparece, ela atua como a antagonista da série, o que não acontece no mangá, onde ela nem aparece. Vários séculos antes do começo da série, ela e Hohenheim criaram uma pedra filosofal e adquiriram um tipo de imortalidade, onde eles transferem suas almas e intelectos para outros corpos, conforme envelhecem. Apesar de Dante ainda ser capaz de trocar de corpo com a última pedra que ela e Hohenheim criaram, ela não possui o conhecimento completo sobre como fazer uma. Então, quando Hohenheim a abandona, por se sentir culpado pelo sacrífico de tantas vidas, ela usa os homúnculos para incentivar os irmãos Elric, e outros alquimistas desesperados, à criarem outra pedra filosofal para ela.
Quando Scar cria a pedra filosofal, ele infunde a pedra na armadura de Alphonse, o que leva ao sequestro deste. Quando Edward vai ao seu resgate, ele é morto pelo homúnculo Inveja, o que faz com que Al utilize a pedra para reviver seu irmão, desaparecendo no processo. Enquanto isso, Dante tenta escapar, mas é morta por Gula, um homúnculo cuja mente ela havia destruído e por isso ele não reconheceu sua mestra. Após ser revivido, Edward decide dar sua vida em troca da vida de seu irmão; como resultado, ele vai para um universo paralelo, enquanto Alphonse recupera seu corpo. Determinado a se reencontrar com seu irmão, Ed começa a estudar foguetes, com a intenção de usar essa tecnologia para tentar voltar para seu mundo. A história continua no filme anime Fullmetal Alchemist the Movie: Conqueror of Shamballa, com o objectivo de dar um fim definitivo para a história, mas o resultado apresentado é novamente ambígua.
Devido ao sucesso do primeiro anime e a essas diferenças um segundo anime foi criado, Fullmetal Alchemist: Brotherhood, que foi mais fiel à história do mangá.

## Elementos da história

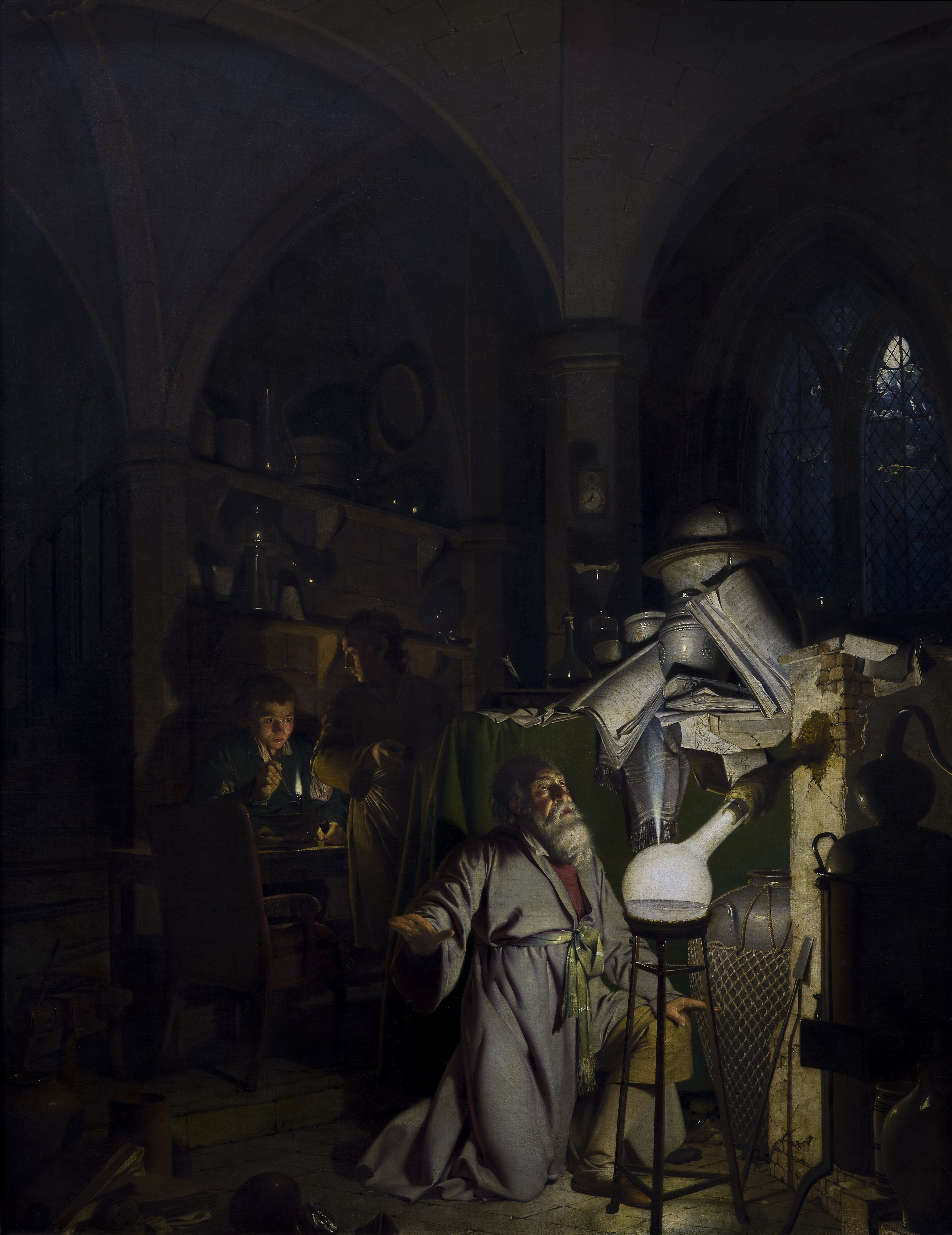
"O alquimista em busca da pedra filosofal", por Joseph Wright — 1771.

A série se passa em um universo ficcional com um estilo steampunk, semelhante a época após a Revolução Industrial Europeia, onde a alquimia é uma das mais avançadas técnicas científicas conhecidas pelo homem, mas não são todos os personagens são capazes de utilizá-la, é necessário ter algum tipo de habilidade para aprender a dominar suas propriedades. No mangá e na segunda série de anime, os habitantes de Xing usam um tipo de alquimia chamada de "alkahestría", na qual é capaz de curar feridas. Também, os personagens da série são divididos em diferentes raças: a maioria dessas raças são seres humanos, que por meio da alquimia são mutados.
Em Fullmetal Alchemist as raças mais notórias, além dos seres humanos, são os homúnculos (ホムンクルス, homunkurusu), um grupo de criaturas semelhantes aos humanos que têm a capacidade de regenerar de qualquer lesão, porque eles têm falsos fragmentos da pedra filosofal; as quimeras (キメラ, kimera), seres feitos pela mistura de duas ou mais diferentes estruturas genéticas de pessoas vivas com um animal através de alquimia.
Alguns dos personagens da série procuram a pedra filosofal, um amplificador de potência alquímico que permite ignorar os princípios da troca equivalente, porque para conseguir alguma coisa é preciso sacrificar qualquer coisa de valor igual. Às vezes, eles tentam criar uma imitação da pedra através de pesquisas científicas, embora o seu poder não se compara com o original e a pedra tende a ser destruída se usada demais. A maioria dos eventos da história ocorrem em Amestris, um país em forma circular governado por militares.

## Personagens principais
- Edward "Ed" Elric (エドワード・エルリック, Edowādo Erurikku), também conhecido como "Alquimista de Aço".

Ele é o mais jovem alquimista Federal na história da série, além de ser o protagonista. Junto com o seu irmão mais novo, Alphonse, procuram a pedra filosofal com a esperança de recuperar seus corpos, desde que Edward tinha perdido a perna esquerda em uma tentativa fracassada de reviver sua mãe usando alquimia e seu braço direito para fixar a alma de Alphonse em uma armadura. Em seguida, a perna esquerda e o seu braço direito são substituídos por um automail. Nas adaptações japonesas o seu seiyū é Romi Paku, enquanto que na dublagem brasileira é dublado por Marcelo Campos.
- Alphonse "Al" Elric (アルフォンス・エルリック, Arufonsu Erurikku)

Ele é o irmão mais novo de Edward e ambos procuram a pedra filosofal com a esperança de recuperar seus corpos. Ao contrário de Edward, que havia perdido um braço e uma perna, Alphonse perdeu todo o seu corpo, então Edward colocou sua alma em uma armadura. Devido ao tamanho da armadura é sempre confundido como o irmão mais velho e o "Alquimista de Aço". Nas adaptações japonesas o seu seiyū é Rie Kugimiya, enquanto que na dublagem brasileira é dublado por Rodrigo Andreatto.
- Roy Mustang (ロイ・マスタング, Roi Masutangu), também conhecido como o "Alquimista de Fogo".

Ele detém o posto de Coronel das Forças Armadas do Estado, embora, no início da série, quando ele encontra pela primeira vez Edward e Alphonse, era Tenente-Coronel. Tem o desejo de se tornar o General de Amestris, mas isso dependeria em grande parte com o apoio de seus subordinados. Na adaptação japonesa o seu seiyū é Tōru Ōkawa, e na segunda série de anime é Shinichirō Miki, enquanto que na dublagem brasileira é dublado por Hermes Baroli nos animes de 2003 e 2009 e Diego Lima no filme live-action.
- Winry Rockbell (ウィンリィ・ロックベル, Winrī Rokkuberu)

É uma amiga de infância dos irmãos Elric. Winry vive com a avó Pinako Rockbell, que a tinha criado depois da morte de seus pais durante a guerra Ishbal. Winry é a mecânica do automail de Edward e sempre o conserta quando ele quebra. Na adaptação japonesa o seu seiyū é Megumi Toyoguchi, e na segunda série de anime é Megumi Takamoto, enquanto que na dublagem brasileira é dublada por Andressa Andreatto.

## Produção
Após ler sobre a pedra filosofal, Arakawa disse que ficou atraída pela ideia de usar alquimia como tema para um mangá. Ela gostou tanto do assunto que começou a ler livros sobre o tema, o que achou complicado pelo fato de alguns livros contradizerem os outros. Os aspectos filosóficos despertaram mais o interesse da autora do que os práticos. Para o conceito da troca equivalente, ela se inspirou em seus pais, que tinham uma fazenda em Hokkaido e se esforçavam ao máximo para conseguirem dinheiro para poderem comprar alimentos.
Arakawa quis acrescentar problemas sociais à história, então ela reuniu informações assistindo noticiários e falando com pessoas, como refugiados, veteranos de guerra e ex-yakuza. Vários elementos do enredo abrangem esses temas, como, por exemplo, o fato de Pinako Rockbell cuidar dos irmãos Elric, após a morte de sua mãe, e os irmãos ajudarem as pessoas de todo o país, para compreenderem o significado da família. O mundo fictício de Fullmetal Alchemist foi criada após ela ler sobre a Europa durante o período de Revolução Industrial; A autora se impressionou com o quão diferente as pessoas de diferentes países eram, em termos de cultura, arquitetura e vestimentas. Arakawa estava especialmente interessada na Inglaterra durante esse período e "adicionou seu próprio tempero para transformá-lo em um mundo de fantasia."
Quando a série começou a ser publicada, a autora já havia pensado como a história deveria terminar: ela queria que os irmãos Elric recuperassem seus corpos, mesmo que parcialmente. No entanto, com o decorrer da trama, ela sentiu que alguns personagens haviam amadurecido e decidiu mudar algumas cenas, como resultado disso ela teve que improvisar os rostos de alguns personagens nas mesmas. Na criação do design dos personagens, comenta que os mangakás Suihō Tagawa e Hiroyuki Eto são suas principais inspirações e descreve sua arte com um misto de ambos. Dentre os personagens da série, o mais fácil para se desenhar, segundo Arakawa, foi Alex Louis Armstrong; animais pequenos também não foram difíceis. Devido ao fato de gostar de cães, adicionou diversos na história. Ela tornou a comédia o foco principal no mangá, pois por achar que seu trabalho é destinado ao entretenimento, quis minimizar o foco nas cenas tristes.
Quando o mangá já estava perto de atingir a marca de quarenta capítulos, Arakawa tentou tornar a história mais rápido até chegar à conclusão. Para evitar fazer esses capítulos menos divertidos do que os outros, detalhes desnecessários foram removidos e um clímax desenvolvido. A remoção de pormenores também foi necessário uma vez que o número de páginas que ela tem para trabalhar com na Monthly Shōnen Gangan não era suficiente para todo o conteúdo do enredo que ela queria adicionar. Como resultado, a aparição de certos personagens foi limitada a alguns capítulos. Inicialmente, Arakawa acreditava que a série duraria 21 volumes, mas a série rendeu 27 edições ao invés disso. Ao terminar a publicação do mangá após nove anos, ela estava satisfeita com seu trabalho pois acreditava que tinha abordado todos os temas que queria com a série.
Durante o desenvolvimento do primeiro anime, a autora permitiu que a equipe de produção trabalhasse de forma independente dela e pediu que ele tivesse um final diferente do mangá. Ela disse que não gostaria de repetir o mesmo final em ambos os formatos e queria fazer o mangá se tornar maior para ter mais tempo para trabalhar no desenvolvimento dos personagens. Ao assistir o final do anime, ela se impressionou pelo quão diferente as criaturas homúnculos eram do mangá e apreciou as ideias que os produtores tiveram sobre as origens dos vilões. Por ajudar o estúdio Bones na criação da série, ela ficou ocupada e teve pouco tempo para fazer as ilustrações das capas do mangá.

## Recepção
A obra é frequentemente aclamada, sendo considerado um dos melhores animes de todos os tempos, ocupando a primeira posição no IMDb 

## Mídias

### Mangá
O mangá escrito e ilustrado por Hiromu Arakawa, foi publicado pela Square Enix na revista Monthly Shōnen Gangan entre a edição de agosto de 2001 (publicada em 12 de julho) e junho de 2010, gerando um total de 108 capítulos. Uma história paralela a série foi publicada na edição de outubro da Monthly Shōnen Gangan em 11 de setembro de 2010. Na edição de julho de 2011 da mesma revista, o "protótipo" da série foi lançado.
A Square Enix compilou todos capítulos em 27 tankōbon, com o primeiro sendo publicado em 22 de janeiro de 2002 e o último em 22 de novembro de 2010. Alguns capítulos foram republicados em revistas do Japão como "números extras" e Fullmetal Alchemist: The First Attack, que incluem os nove primeiros capítulos da série e histórias paralelas. Em 22 de julho de 2011, a editora começou a republicar Fullmetal Alchemist no formato kanzenban. No Brasil, o mangá foi publicado pela editora JBC em 54 volumes, em formato de meio tanko, entre 2007 e 2011 e atualmente está republicando com o nome de Full Metal Alchemist ESPECIAL, em formato tanko finalizado em 27 volumes.

### Light novels
Uma série de seis light novels baseadas em Fullmetal Alchemist foi escrita por Makoto Inoue e publicada pela Square Enix entre 28 de fevereiro de 2003 e 22 de março de 2007. Embora não tenha as escrito, Arakawa foi a ilustradora das novels. Os jogos eletrônicos Fullmetal Alchemist and the Broken Angel, Curse of the Crimson Elixir, Kami o Tsugu Shōjo, Akatsuki no Ōji e Tasogare no Shōjo também foram adaptados para o que a Square Enix chamou de "game novels". A primeira foi escrita por Makoto Inoue, as duas seguintes por Jun Eishima e a última por Sōmichi Machida (os jogos Akatsuki no Ōji e Tasogare no Shōjo foram transformados em apenas um livro).

### Animes

#### Fullmetal Alchemist
O estúdio de animação Bones adaptou o mangá para uma série de anime de 51 episódios. A série foi dirigida por Seiji Mizushima, escrita por Shō Aikawa e co-produzida entre o estúdio, Mainichi Broadcasting System (MBS) e Aniplex. O design dos personagens foi feito por Yoshiyuki Itō. O anime estreou no Japão na MBS, TBS e Animax em 4 de outubro de 2003, substituindo Mobile Suit Gundam SEED, e foi exibido até 2 de outubro de 2004. Parte do anime e seu fim diferem da história do mangá, pois quando ele foi finalizado o mangá ainda estava em publicação. No Brasil, a versão dublada ficou a cargo do estúdio Álamo e estreou em 2005 no Animax, sendo exibida até 2006, ano em que passou a ser transmitida no bloco TV Kids da Rede TV!.
Todos os episódios da série foram lançados pela Aniplex em treze DVDs entre 17 de dezembro de 2003 e 26 de janeiro de 2005, no Japão. A Focus Filmes distribuiu DVDs com a versão dublada, no Brasil. Cinco OVAs baseados na série também foram lançados. A maioria deles com histórias paralelas sem relação com o enredo do anime. Um deses incluí cenas em live-action, onde Alphonse percorre uma cidade. Um DVD com esses OVAs foi lançado em 29 de março de 2006. Em 28 de de janeiro de 2009, o estúdio Bones lançou uma coletânea, que incluem os 51 episódios do anime, o filme, as trilhas sonoras e guidebooks da série.

#### Fullmetal Alchemist: Brotherhood
No 20º volume do mangá, Arakawa anunciou que uma segunda série de anime baseada em Fullmetal Alchemist estava sendo produzida. Bones produziu a série com Yasuhiro Irie como diretor e Hiroshi Ōnogi como roteirista. Na versão japonesa, o título do anime é também Fullmetal Alchemist, no entanto é usado Hagane no Renkinjutsushi: Fullmetal Alchemist (鋼の錬金術師 FULLMETAL ALCHEMIST, Hagane no Renkinjutsushi: Furumetaru Arukemisuto, abreviado como 鋼の錬金術師FA) para poder se diferenciar da série de 2003. Estreou em 5 de abril de 2009, na MBS-TBS, e diferentemente da primeira versão, seguiu a história do mangá, com o último episódio sendo exibido em 4 de julho de 2010. A diferença entre a versão original e Brotherhood, é que a série adapta todos os 27 volumes do mangá (a original adaptava apenas 17 volumes), consequentemente tendo mais episódios (Brotherhood tem 64 episódios ao invés de apenas 51).
Em Portugal, essa adaptação foi disponibilizado no site do SIC Radical a partir de 6 de outubro de 2010, com legendas em português, enquanto no Brasil, a série foi dublada novamente pela Álamo e começou a ser exibida no canal Sony Spin em 6 de junho de 2011. O título Fullmetal Alchemist: Brotherhood foi escolhido pelo Animax Asia para a transmissão em inglês; nome que foi, posteriormente, adotado por outros países, entre eles Brasil e Portugal. A Aniplex começou a lançar a série em blu-ray e DVD em 26 de agosto de 2009, com o primeiro volume contendo dois episódios em um OVA. Outros dois OVAs foram incluídos no quinto e no nono volume e um total de dezesseis volumes foram lançados até 24 de novembro de 2010.

### Filmes
Um filme que dá continuidade à história do anime Fullmetal alchemist, Fullmetal Alchemist the Movie: Conqueror of Shamballa, foi produzido pelo estúdio Bones, dirigido por Seiji Mizushima, escrito por Sho Aikawa e estreou nos cinemas japoneses em 23 de julho de 2005. Neste longa-metragem, Edward Elric, que tem vivido por dois anos em um mundo paralelo, tenta retornar para sua terra natal, enquanto Alphonse está igualmente determinado em se reunir com seu irmão.
Após o fim do segundo anime, foi anunciado um novo filme de Fullmetal Alchemist. Um trailer foi liberado em novembro de 2010 no site oficial de Fullmetal Alchemist: Brotherhood, confirmando que o longa intitulado Fullmetal Alchemist: The Sacred Star of Milos, dirigido por Kazuya Murata e escrito por Yūichi Shinpo iria estrear no verão de 2011, o filme mostra os irmãos Elric indo para um novo país, Creta, para capturar um alquimista que utiliza uma forma incomum de alquimia.

### Trilha sonora
A trilha sonora de Fullmetal Alchemist foi composta por Michiru Ōshima, que ganhou 5º Tokyo Anime Award na categoria "Melhor Música" por seu trabalho em Conqueror of Shamballa. Três trilhas sonoras intituladas TV Animation Fullmetal Alchemist Original Soundtrack foram lançadas: a primeira, em 24 de março de 2004; a segunda, em 15 de dezembro de 2004; e a terceira edição, em 18 de maio de 2005.
Foram lançados em 14 de outubro de 2004 e 21 de dezembro de 2005, os álbuns de compilação Fullmetal Alchemist: Complete Best e Fullmetal Alchemist Hagaren Song File (Best Compilation), respectivamente. A trilha sonora do primeiro filme foi lançada em 20 de julho de 2005. Em dezembro de 2004, um concerto chamado "Tales of Another" foi organizado em Osaka e em Tóquio, onde ocorreram apresentações das músicas que estiveram presentes no anime e narrações feitas pelos dubladores. O concerto foi lançado em um DVD intitulado Fullmetal Alchemist Festival - Tales of Another Mō Hitotsu no Monogatari - (もうひとつの物語), em 27 de abril de 2005.
Fullmetal Alchemist: Brotherhood teve Akira Senju como compositor. Três CDs com a trilha sonora da série foram lançados: em 14 de outubro de 2009, em 24 de março de 2010 e em 7 de julho de 2010. Fullmetal Alchemist Final Best, um álbum de compilação, foi lançado em 28 de julho de 2010. A trilha sonora do segundo filme, composta por Taro Iwashiro, foi lançada em 29 de junho de 2011.

### Filmelive-action
A Warner Bros. anunciou que uma adaptação cinematográfica em live-action dirigida por Fumihiko Sori iria estrear em 2017. O elenco foi revelado, tendo Ryosuke Yamada estrelando como Edward Elric, Tsubasa Honda como Winry Rockbell, Dean Fujioka como Roy Mustang, Atomu Mizuishi dublando Alphonse Eric, Misako Renbutsu como Riza Hawkeye, Kanata Hongō como Inveja, Jun Kunimura como Doutor Tim Marcoh, Kenjirō Ishimaru como Padre Cornello, Natsuki Harada como Gracia Hughes, Shinji Uchiyama como Gula, Natsuna Watanabe como Maria Ross, Yo Oizumi como Shou Tucker, Ryuta Sato como Maes Hughes, Fumiyo Kohinata como General Hakuro e Yasuko Matsuyuki como Luxúria. Em fevereiro de 2018, foi lançado pela Netflix para o mundo todo.
Em 2022, é lançado duas sequências: Fullmetal Alchemist: A Vingança de Scar e Fullmetal Alchemist: A Alquimia Final. O elenco tem Mackenyu no papel de Scar, Keisuke Watanabe como Ling Yao, Monroe Ron como Mei Chang, Kōji Yamamoto como Alex Louis Armstrong, Hiroshi Tachi como Führer King Bradley (Ira), Chiaki Kuriyama como Olivier Armstrong, Yuina Kuroshima como Lan Fan, Toshio Kakei como Fu, Yuki Yamada como Solf J. Kimblee, Kokoro Terada como Selim Bradley (Orgulho), Haruhi Ryōga como Izumi Curtis, Jun Fubuki como Pinako Rockbell, Naohito Fujiki como Yuri Rockbell, Kaoru Okunuki como Sara Rockbell e Seiyo Uchino como Van Hohenheim e o Pai dos Homúnculos.

### CDs de drama
Duas séries de áudio dramas de Fullmetal Alchemist foram criadas. A primeira edição da primeira série, Fullmetal Alchemist: Sareki no Daichi (砂礫の大地), foi lançada em 28 de março de 2003. Em seguida, foram lançados outros dois volumes; Itsuwari no Hikari, Shinjitsu no Kage (偽りの光 真実の影), em 28 de maio de 2004, e Togabitotachi no Kizuato (咎人たちの傷跡), em 31 de maio de 2005. A segunda série foi disponível apenas através da aquisição da Weekly Shōnen Gangan. Foram lançadas duas histórias, cada uma em duas partes. A primeira, Fullmetal Alchemist: Kiri no Ogutāre (霧のオグターレ), foi incluída nas edições de abril e maio de 2004, enquanto a segunda, Fullmetal Alchemist: Tenjō no Hōkan (天上の宝冠), foi lançada nas edições de novembro de dezembro da revista.